# Initiative christlicher Privatschulen zur Wiedereinführung der Züchtigung in Großbritannien
Als 1998 entschieden wurde, Körperstrafen in England und Wales auch an Privatschulen zu verbieten, bildete sich eine Initiative christlicher Privatschulen zur Wiedereinführung der Züchtigung in Großbritannien, hinter der die Leiter, Eltern und ehemalige Schüler standen. Die Initiative versuchte vergeblich, dieses Verbot rückgängig zu machen oder eine Ausnahme zu erhalten, und argumentierte mit der These, das  Züchtigungsrecht der Eltern sei an die Schule weitergegeben worden, sowie mit dem Recht auf freie Religionsausübung. Die Rechtsverfahren durch alle Instanzen dauerten bis 2005.

## Beginn
Am 22. Juli 1986 wurde in Großbritannien die körperliche Züchtigung („corporal punishment“) in staatlich unterstützten Schulen verboten; das Verbot trat 1987 in Kraft. Die Privatschulen, welche traditionell in Großbritannien eine große Rolle spielen, verteidigten ihr Recht auf Körperstrafe noch längere Zeit. Das Verbot wurde in England und Wales im Jahre 1998 (in Kraft seit September 1999) auf alle Schulen ausgedehnt. Schottland folgte im Jahr 2000 und Nordirland im Jahre 2003.
Daraufhin bildete sich eine Initiative christlicher Privatschulen, um diese Einschränkung wieder aufzuheben. Als klagende Institution wurde die Christian Fellowship School in Liverpool mit ihrem Direktor Philip Williamson auserkoren, unterstützt von dem Anwalt Paul Diamond. Im Februar 1999 wurde sie von 20 Privatschulen unterstützt, die hofften, noch vor Inkrafttreten des Verbots ihre Klage beim Europäischen Gerichtshof für Menschenrechte (EGMR) einzureichen. Anfang Juli 1999 lag die Zahl der unterstützenden christlichen Privatschulen laut Ofsted bei vierzig, von denen die meisten dem Christian Schools’ Trust angehören. Als das Verbot im September 1999 in Kraft trat, wurde angekündigt, bald die Klage beim EGMR einzubringen.

## Argumente
Die Befürworter glauben, als: „... Teil ihrer religiösen Anbetung und Teil ihres religiösen Glaubens, dass körperliche Züchtigung Teil ihrer christlichen Doktrin ist.“ Wenn das Gesetz die Verwendung physischer Strafen in Privatschulen völlig verbiete, verletze es effektiv die Rechte von Christen, ihre religiöse Überzeugung zu praktizieren. „Eltern sollten das Recht haben, ihre Kinder christlich zu erziehen.“ Die körperliche Züchtigung sei eine liebevolle, von Gott gewollte Disziplinierung. „Körperliche Züchtigung ist Teil des jüdisch-christlichen Erbes seit uralter Zeit.“ Die Verwendung körperlicher Züchtigung ist dazu gedacht „einen Moralkodex beizubringen, so dass Kinder eine moralische Entscheidung treffen können und später geachtete Erwachsene werden.“ Nach Williamson hätten auch die Richter des EGMR gesagt, dass das Verbot das Recht auf freie Religionsausübung verletze. (Artikel 9 der Europäischen Menschenrechtskonvention) Körperliche Züchtigung ist nach Williamsons Meinung effektiver als andere Strafen, nützlicher als Arrest: „Sie wirkt unmittelbar, sie richtet keinen psychischen Schaden an.“ Seit dem Verbot der körperliche Züchtigung 1987 sei ein beklagenswerter Niedergang der Disziplin zu beobachten, die Zahl der Angriffe auf Lehrer habe zugenommen, ebenso die Zahl der Schulausschlüsse und die Teenagerkriminalität. Williamsons Schüler seien auch besser als der englische Durchschnitt. „Wir zielen nicht auf ein unterdrückendes ‚Dickensian regime‘ (Regime wie in den Büchern Charles Dickens'). Wir wollen, dass sich die Kinder sicher fühlen, wenn sie in die Schule kommen und ihnen moralische Grenzen setzen.“ „Wir glauben, dass die Regierung in ein vollständiges soziales Experiment involviert ist welches schiefläuft und sie sollten die warnenden Vorzeichen beachten.“
Für die biblische Untermauerung ihrer Ansichten wird aus dem Buch der Sprichwörter zitiert, wie etwa Spr 13,24 , Spr 22,15 , Spr 23,13  oder Spr 23,14 . (Weitere entsprechende Bibelzitate → Körperstrafe).
Auch sei es nach dem britischen Gesetz den Eltern gestattet, ihre Kinder zu züchtigen. Dieses Recht müsse auf Lehrer übertragen werden können. Nachdem für die Christian Fellowship School ein hohes Schulgeld bezahlt wird, könnten nach Williamson die Eltern und Kinder dafür auch „die Festlegung von moralischen Grenzen“ erwarten. „Ich glaube die Regierung soll sich nicht einmischen, wie Eltern ihre Kinder aufziehen. Dies ist diktatorisch und ein Beispiel für einen Bevormundungsstaat.“ Die Regierung behindert Eltern, Schulen für ihre Kinder auszuwählen, welche „ihre philosophischen Überzeugungen widerspiegeln.“

## Weiterer juristischer Verlauf
Im November 2001 entschied das High Court of Justice, dass Artikel 548 des Education Act 1998 klar den parlamentarischen Willen wiedergibt, die körperliche Züchtigung an allen Schulen abzuschaffen, inklusive der Privatschulen, und lehnte eine Überprüfung des Verbots ab. Das Urteil stellt auch fest, dass das Verbot keine Menschenrechte der Kläger verletzte. Da nicht alle Christen an die körperliche Züchtigung glauben, könne es kein integraler Bestandteil der Religion sein.
Im Mai 2002 fand eine Anhörung vor dem Court of Appeal statt. Lord Justice Buxton sagte dabei: „Ich kann nicht akzeptieren, dass Christentum körperliche Züchtigung braucht.“ Hugo Keith vom Department for Education and Skills sagte, dass der Akt der körperlichen Züchtigung keine irgendwelche religiöse Prinzipien ausdrücke. Im Dezember 2002 bestätigte das Court of Appeal das Urteil des High Court. Das Gericht erklärte auch, dass Lehrer bei Problemen mit den Kindern deren Eltern kontaktieren könnten, die dann eine etwaige Bestrafung selber ausführen könnten. Williamson meinte dagegen, sie hätten keine wirklich faire Anhörung gehabt.
Anfang Dezember 2004 brachten vier Schulen den Antrag auf eine Sondergenehmigung zur Wiedereinführung der körperlichen Züchtigung im britischen Oberhaus ein, dessen fünf Lordrichter die höchste Rechtsinstanz im Vereinigten Königreich darstellen. Bis zu diesem Zeitpunkt wurden etwa 100.000 Euro ausgegeben, welche durch Spenden von Schülern, Lehrern und Gleichgesinnten stammten. Im Februar 2005 wurde der Antrag abgewiesen. Lord Nicholls of Birkenhead sagte, dass eine Aufhebung des Verbots nicht im besten Interesse der Kinder sei.

Die klagenden Schulen in diesem Fall waren:
- Christian Fellowship School in Edge Hill, Liverpool
- Bradford Christian School in Idle, Bradford
- Cornerstone School in Epsom, Surrey
- Kings School in Eastleigh, Hampshire.

## Schulen und Personen

### Christian Schools’ Trust
Die Initiative ist keine offizielle Aktion des CST, aber die meisten unterstützenden Privatschulen sind Mitglieder in dieser Organisation. Teilweise wird auch angegeben, dass alle Mitglieder des CST wären.
Der Christian Schools’ Trust (CST) wurde 1988 gegründet und ist mit Christians for Education verbunden, ein Teil des CARE Trust (Christian Action Research and Education). Insgesamt gab es im Jahre 2007 48 Mitgliedsschulen. Davon sind jeweils eine in Nigeria und Sambia, fünf sind in Schottland und Nordirland, die restlichen 41 in England und Wales.
Die Vision der Mitgliedsschulen war es, Gott den rechten Platz in der Erziehung zurückzugeben. Heute sehen sie, wie ihr Werk nicht nur das Leben der involvierten Familien und Schüler verändert, sondern auch das Umfeld der erzieherischen Welt. Die Erziehung geschieht auf dem Fundament der Biblischen Wahrheit.
Die Schulen sind schon früher vor Gericht gezogen, um ihre ausgeprägte christliche Identität zu schützen. Sie haben sich das Recht erkämpft nur christliches Personal anzustellen und nur jene zu behalten, von denen sie der Meinung sind, dass sie einen christlichen Lebensstil leben. Für Schüler wird keine Glaubensüberzeugung gefordert, in einigen Teilen des Landes haben die meisten Schüler einen asiatischen Hintergrund. Diese Eltern legen mehr Wert auf eine Schule mit starker Glaubensbasis, einwandfreie moralische Prinzipien, ausgeprägte Disziplin und einen „gesunden“ Respekt vor Autorität, als dass sie Angst vor Konversion zum Christentum hätten. Ein Plan, zusammen mit 60 Schulen der Association of Muslim Schools eine eigene Schulaufsicht für glaubensbasierende Schulen zu bekommen, scheiterte 2008.
In einer Untersuchung aus dem Jahre 1994 fand man heraus, dass die Mitgliedsschulen zu 53 % keine staatlichen Förderungen akzeptieren würden, wenn dies die Abschaffung des Rechts auf körperliche Züchtigung mit sich brächte, zu 36 % keine staatlichen Förderungen akzeptieren würden, wenn damit ein Unterricht nach dem National Curriculum verbunden sei, und 19 % niemals staatliche Förderungen in Anspruch nehmen würden, da sie der Ansicht sind, dass Staat und Bildung getrennt sein müssten.

### Christian Fellowship School & Philip Williamson
Philip Williamson (* 1943) war in den 1970er Jahren Lehrer für Mathematik, Physik und Chemie an staatlichen Schulen, was ihm nicht sehr behagte. „Die Lehrer glaubten nicht an Gott und hatten seltsame Ideen: es gab keine Disziplin, keinen Respekt und keine Strafen.“ Für ihn gibt es nichts Größeres als motivierte und disziplinierte Schüler. Er übersiedelte daraufhin nach Afrika, um an Bibelschulen zu unterrichten. Als er 1980 nach England zurückkehrte, konstatierte er moralischen Verfall in der Ausbildung und bei den Schülern
| „In the 1970s God began to awaken a concern in a number of Christian parents and churches throughout the country as to the effect state education was having upon the faith of their young people. It had suddenly become obvious that both primary and secondary schools were nurturing young people into cultural norms that were becoming more and more anti-Christian. It was as if God was scattering seeds of concern all over the nation and one fell into a congregation in Liverpool.“ – Christian Fellowship School: About us - History |  | „In den 1970ern begann Gott damit, bei etlichen christlichen Eltern und Kirchen quer durch das Land Besorgnis über die Auswirkungen der staatlichen Schulbildung auf den Glauben junger Menschen zu wecken. Es war mit einem Mal offensichtlich geworden, dass sowohl Grundschulen als auch weiterführende Schulen junge Menschen zu kulturellen Normen erzogen, die in zunehmendem Maß anti-christlich wurden. Es war, als streute Gott Samen der Besorgnis über das ganze Land und einer fiel auf eine Gemeinde in Liverpool.“ |

So gründete er 1981 eine Schule in einem von der Kirche zur Verfügung gestellten Gebäude; dort wurde die Bibel die Richtlinie für Verhalten und Moral. Sie sollte eine friedliche, sichere Lernatmosphäre bieten. Weil die Schule in einem sehr unsicheren Stadtteil liegt, wird sie videoüberwacht und die Eingänge werden während der Unterrichtszeit geschlossen.
Als Motivation führte Williamson ein Punktesystem ein, das für gutes Betragen, positive Einstellung zum Lernen und für Bemühungen bei der Schularbeit Punkte vergibt. Die Punkte gibt es nicht nur für gute Noten. Jedes Halbjahr gibt es Preise für die höchste Punktzahl in jeder Klasse. Die Gesamtschülerzahl ist in drei um einen Pokal wetteifernde Gruppen eingeteilt.
Körperstrafen gab es nur vom Direktor persönlich oder bei älteren Mädchen von einer weiblichen Person des Lehrkörpers in seinem Büro. Für Kinder unter zehn Jahren wurde das Lineal für Schläge auf Hände und Gesäß verwendet, für Mädchen über 10 Jahren ein Lederriemen für Schläge auf die Handflächen und für Jungen über zehn Jahren ein Paddle für Schläge auf Rücken und Hintern. Die Kinder wurden dann getröstet und ermutigt zu beten, und es wurde ihnen Zeit gegeben, sich wieder zu beruhigen, bevor sie in die Klasse zurückkehrten. Die Strafen sollten dazu dienen, mit „geringem Aufwand das kindliche Bewusstsein zu schärfen“, also diejenigen Schüler zu korrigieren, die immer wieder moralisch falsche Entscheidungen treffen. Als falsche Entscheidungen betrachtet Williamson Fehlverhalten inklusive Lügen, Stehlen, bewusster Ungehorsam, Kämpfen, Vandalismus und Widerworte, weil dies Verhalten gegen die Gemeinschaft sei. Bei einem Statement 1999 sagte er, dass er sich nicht mehr erinnere, wann er das letzte Mal seinen Rohrstock verwendet habe, aber in einem schlechten Monat würde er typischerweise dreimal zum Lineal greifen. Ohrfeigen und Klapse gebe es für „jedes Brechen des Moralkodex“.
Als im Januar 2005 ein neues Gesetz in Kraft trat, das körperliche Züchtigung auch für Eltern unter Strafe stellte, sobald länger andauernde Abdrücke hinterlassen werden, war er der Meinung, die neuen Regeln seien für die Polizei nicht umsetzbar. Das Gesetz sage nicht, wie groß der Abdruck sein müsse und wie lange der Abdruck bestehen bleiben müsse. Und das Gesetz ignoriere komplett schwarze Kinder, bei denen keine solchen Abdrücke entstünden und welche nicht rot werden.

### Bradford Christian School
Die Bradford Christian School in West Yorkshire wurde 1993 gegründet und führte die körperliche Züchtigung erst im September 1996 ein. Die auf biblische Grundsätze aufbauende Schule war damit die erste Privatschule, welche nach 1986 diesen Schritt gesetzt hat. Ein Disziplinproblem hatte die Schule angeblich nicht; Paul Cripp, Vorsitzender des Direktoriums, empfand es aber als positiv, die Möglichkeit zu haben, Kinder körperlich zu züchtigen. Die Direktoren, darunter ein anglikanischer und ein baptistischer Pfarrer, behaupteten, die Einführung nach vielen Gebeten beschlossen zu haben. Kritik hinderte sie nicht an der Einführung. „Das ist die Weisheit der Welt“, sagte Cripp. „Wir beten, dass Gott durch unsere Entscheidung gepriesen wird.“ Er behauptete sogar, er habe die Unterstützung der Eltern und der Schüler, von denen ein Viertel keinen christlichen Hintergrund habe.

### Unterstützer
Sam Bechler von der Association of Teachers and Lecturers, glaubt, dass es diesen Schulen wieder erlaubt werden sollte, körperliche Züchtigung durchzuführen. Während manche Kinder nie ihr Verhalten verändern würden, gäbe es Beweise, dass es funktioniert – besonders an Privatschulen.
Unterstützung kam auch von Steve Richards, dem Direktor der NorthStar Christian Internet School in Dronfield, South Yorkshire.

## Kritik
Die meisten der im Independent Schools Council („Rat der Privatschulen“) zusammengeschlossenen 1500 Privatschulen haben schon lange, bevor eine gesetzliche Regelung besprochen wurde, für sich beschlossen, dass Körperstrafen gute Bildung behindert und begrüßen das Ende dieser „archaischen Tradition“.
Der englische Kinderschutzbund zeigte sich 2001 entsetzt über die Initiative der 40 Privatschulen. Kinder sollten den gleichen Schutz vor körperlichen Angriffen genießen wie Erwachsene. Ein Bündnis unter dem Namen „Kinder sind unschlagbar“ kämpft seit Jahren für ein absolutes Züchtigungsverbot, auch für Eltern.
Chris Cloke von der National Society for the Prevention of Cruelty to Children (NSPCC) sagt, dass das Schlagen von Kindern ihnen eine sehr klare Botschaft gibt, wie man miteinander umgeht. „Wenn es für einen Erwachsenen akzeptabel ist, ein Kind zu schlagen, transportiert dies die Botschaft, dass es für die Kinder akzeptabel ist, andere Kinder zu schlagen. Wir glauben, daß das falsch ist.“
Zahlreiche kirchliche Funktionsträger und kirchliche Organisationen erklärten, dass Kinder zu schlagen ein Akt der Gewalt sei. Zum konkreten Fall sind keine Stellungnahmen bekannt.